# Vilksijärvi
Vilksijärvi är en sjö i Kiruna kommun i Lappland och ingår i Torneälvens huvudavrinningsområde. Sjön har en area på 0,266 kvadratkilometer och ligger 266,1 meter över havet. Sjön avvattnas av vattendraget Pysäjoki.

## Delavrinningsområde
Vilksijärvi ingår i det delavrinningsområde (751858-174219) som SMHI kallar för Mynnar i Torneälvens vattendragsyta. Medelhöjden är 275 meter över havet och ytan är 20,28 kvadratkilometer. Räknas de 6 avrinningsområdena uppströms in blir den ackumulerade arean 133,33 kvadratkilometer. Pysäjoki som avvattnar avrinningsområdet har biflödesordning 2, vilket innebär att vattnet flödar genom totalt 2 vattendrag innan det når havet efter 318 kilometer. Avrinningsområdet består mestadels av skog (70 procent) och sankmarker (14 procent). Avrinningsområdet har 1,74 kvadratkilometer vattenytor vilket ger det en sjöprocent på 8,6 procent.